# Isla Mocolí
Isla Mocolí,  es una isla, pertenece a la parroquia urbana satélite La Puntilla, del cantón Samborondón, flota sobre el río Babahoyo en Ecuador. Forma parte de la provincia de Guayas. ubicada entre la vía Samborondón y Durán. Cuenta con un desarrollo urbanístico que abarca una extensión de 295,4 hectáreas, Tiene un muelle y un campo de golf. Mocolí es un complejo residencial de alta gama ubicado en Ecuador, conocido por sus lujosas instalaciones. 
Mocolí ha experimentado un crecimiento notable y actualmente alberga a alrededor de 600 familias.En 2014 existen cerca de 20 conjuntos residenciales.El acceso a la isla se da a través de un puente de 400 metros, ubicado en el kilómetro 6 de la vía a Samborondón.

## Proyecto
El proyecto de isla Mocolí nació en 1995. En el año 2009, la reactivación económica impulsó varios proyectos en Mocolí. El costo del metro cuadrado urbanizado oscilaba entre USD 170 y 250, dependiendo de la ubicación del terreno. El Mocolí Golf Club, ubicado en la entrada de la isla en una extensión de 50 hectáreas, ofrecía un modelo de urbanización único en el país, con un campo de golf de nueve hoyos rodeado de 146 lotes de terreno para vivienda. En ese momento, el 25% de estos lotes se había vendido, y los propietarios tenían libertad arquitectónica, salvo en lo referente a la paleta de colores, destacando la vista panorámica de 300 metros sobre el campo de golf como una de las principales ventajas.
Además, el complejo contaba con 11 lagos artificiales, extensos jardines y áreas verdes, con terrenos que iban desde 1,000 m² hasta 2,500 m². Por otro lado, Mocolí Gardens estaba en proceso de relleno y compactación del suelo. Esta promotora, dirigida por Baquerizo, ofrecía 56 lotes para casas de entre 400 y 590 m², así como cuatro macrolotes para condominios. También proporcionaba cuatro modelos de viviendas (Malva, Magnolia, Mara y Melisa), cuyo tamaño se adaptaba al terreno disponible, siendo la única promotora con la oferta de construcción de casas.
El plan de desarrollo incluía una marina junto al río Babahoyo y un área comunal con juegos infantiles, canchas y una pista de patinaje en el centro de la vía de acceso. La Ensenada de Punta Mocolí, por su parte, vendía terrenos y permitía a los propietarios contratar a sus propias constructoras. En ese entonces, se estaban construyendo casas personalizadas que podían alcanzar hasta 700 m² de construcción.
Cuenta con una variedad de comodidades, que incluyen un campo de golf de nueve hoyos, una marina junto al río Babahoyo, tres lagunas y una ciclovía infantil, con el objetivo de proporcionar un entorno exclusivo y seguro para sus residentes. El plan de desarrollo de la isla contemplaba una densidad poblacional de 14 familias por hectárea, garantizando un ambiente de convivencia tranquilo. El acceso a la isla se facilitaba mediante un puente privado desde la vía Samborondón, seguido de una vía de hormigón que permitía explorar las opciones inmobiliarias disponibles.
Durante su fase de desarrollo, la isla albergó cuatro proyectos en marcha: Mocolí Golf Club, Urbanización Mónaco, Punta Mocolí-LFC (La Ensenada) y Mocolí Gardens. Estos proyectos fueron gestionados por arquitectos, ingenieros y obreros, quienes trabajaron en la infraestructura y viviendas destinadas a los futuros residentes. La historia del área incluyó la transformación de terrenos baldíos y zonas de humedales dedicadas previamente a la producción de arroz. Mocolí es administrada por los 25 propietarios que conformaban Celebrity SA, encargados de construir y administrar las obras comunales necesarias para la comunidad.

## Urbanizaciones en Isla Mocolí
En Mocolí, según los agentes de bienes raíces, el metro cuadrado de un terreno está valorado desde 350 dólares en adelante, y varía de precio según la urbanización. Las urbanizacionesen Mocolí cuentan con elegantes calles adoquinadas y veredas arborizadas, con una variedad de áreas comunes que ofrecen instalaciones deportivas como gimnasio, canchas de tenis y fútbol, así como amplias zonas verdes y parques infantiles con piscina.
1. Arrecife. [6]
2. Barlovento de Mocolí.
3. Blue Bay.
4. Dubái.
5. El Parque. [7][8]
6. Icon Bay. [9]por la promotora del grupo Vepamil.[10]
7. Isla del Río.[1]
8. Mónaco.
9. Mocolí Gardens.
10. Mocoli Golf Club S.A. Mogolfur. [11]Nadur Golf residents. [12]
11. L’ Isola de Mocolí.
12. La Ensenada.
13. Pacífica.[13]
14. Puerto Mocolí.
15. Península Mocolí. [14]
16. Sotavento.
17. Sotileza. [15](6 torres de 11 pisos para 242 familias)[16]